# 假面騎士GAVV
《假面騎士GAVV》，是日本東映公司在2024年推出的《假面騎士系列》第6部令和系列特攝作品。於2024年（令和6年）9月1日至2025年（令和7年）8月31日每週日早上09:00 - 09:30在朝日電視台播出。「假面騎士GAVV」亦是本作主角假面騎士的名字。本作標語為：「零食與邪惡，我都會全部吃掉！！」（日语：お菓子も悪も、俺が食べつくす！！）

## 本作特色
- 本作為《令和假面騎士系列》第6部作品。
- 本作為《假面騎士系列》史上首部以「零食」作為題材的作品[2]。
- 本作中主角假面騎士的腰帶不以「驅動器（DRIVER）」為名，而是直接以「腰帶（BELT）」為名[註 3]，也是繼《假面騎士顎門》後，劇中不使用驅動器、帶扣和腰帶來稱呼變身道具。
- 由於本作的主題元素為食物的關係，使得部份角色的姓氏與食物口味有關[註 4]。
- 本作繼《假面騎士GEATS》後再次有雜兵等級怪人的登場。
- 本作繼《假面騎士W》後，登場的雜兵級怪人擁有語言能力及智慧。
- 本作繼《假面騎士響鬼》、《假面騎士Wizard》後，怪人採取個別命名且不加上怪人共用詞。
- 本作繼《假面騎士EX-AID》、《假面騎士Build》和《假面騎士REVICE》[註 5]後，再次出現假面騎士變身者須經過改造手術後才可以變身的設定[註 6]。
- 本作繼《假面騎士KABUTO》、《假面騎士Drive》後，再次出現特定假面騎士的主要變身者為怪人。
- 本作的主角假面騎士GAVV於2024年8月28日就任日本軟糖協會的名譽會員[3]。
- 本作為編劇香村純子繼《假面騎士Drive》後，再次執筆《假面騎士系列》的作品。
- 為了防範海外盜版散播、提升海外收益和提升玩具品質，本作提早於正式播出時間前三個月開始拍攝[4] [註 7]。
  - 因應上述製作安排，本作繼《假面騎士聖刃》後，再次沒有和上一部《假面騎士系列》作品《假面騎士GOTCHARD》拍攝冬季聯動劇場版。
  - 官方在2024年7月28日宣佈，於8月25日舉辦本作的第1-2話的最速先行上映會[5][6]。

## 故事概要
來自異世界的青年「生真」，在與一位少年相遇後，對於首次見到的新世界充滿了興奮。
與此同時，異世界怪物「格拉紐特」的危機悄然逼近，它們為了獲得「黑暗零食」，秘密地襲擊幸福的人們。
在吃下糖果而覺醒力量的生真，與自己的眷屬「口嚼獸」一同挺身對抗格拉紐特的威脅。

## 故事背景
史托瑪克社
原文： / Stomach Corporation
格拉紐特世界中的大型糖果製造企業，創始人為宗布・史托瑪克，社長為蘭戈・史托瑪克。
史托瑪克社現在的目標是將黑暗零食推廣到富豪階層，藉此控制上層社會。
第8話時希塔與吉普因隱瞞的事情被蘭戈發現，於第11話正式遭到開除。
第23話從丹特口中得知史托瑪克社原本只是一間普通的糖果製造公司，直到黑暗零食的出現才有如今的規模。
第30話成為賈爾達克一家的資產，莉澤爾・賈爾達克為新社長，吉普為副社長，而蘭戈被降職為採購管理擔當。
黑暗零食製造工廠
原文：
為史托瑪克社製造黑暗零食的工廠，由葛羅塔在此監督黑暗零食的生產相關。
- 備註：史托瑪克標誌的設計基於石之森章太郎在邪惡圖示中常用的蝙蝠和糖果包裝紙[9]。

史托瑪克一家
原文： / Stomach Family
本作的惡役組織。
家族所有成員皆持有一把手杖，能變形成各自的專屬武器。
- 備註：史托瑪克一家成員的名字均來自不同語言的器官的名字，例如史托瑪克五兄弟姐妹的名字代表著「舌頭」[註 13]，父輩成員的名字代表著「口」[註 14]，祖輩成員的名字代表著「牙齒」[註 15]，而他們的姓氏則是統一採用英文的「胃（Stomach）」。
- 備註：史托瑪克一家成員的怪人型態造型[註 16]和手杖皆出自於篠原保[11][10]。

賈爾達克一家
原文： / Zeludac Family
本作的第二個惡役組織。
當家波卡・賈爾達克為格拉紐特世界的總統，擁有強大的權力，並將史托瑪克社納入其支配之下。
- 備註：賈爾達克一家成員的名字均來自不同語言的器官的名字，例如父輩成員的名字代表著「口」[註 17]，而他們的姓氏則是統一採用克羅埃西亞語的「胃（Zeludac）」。

格拉紐特世界
原文： / Glanewt World
格拉紐特所居住的異世界。
第35話從蘭戈口中得知格拉紐特世界是強者為王的世界。
- 備註：格拉紐特世界是以中世紀哥德式風格為基礎，搭配蝕刻版畫般的景色表現拍攝出來[14]。

快樂調色
原文： / Hapipare
本作女主角 - 甘根幸果所開的萬事屋，生真目前在此居住以及打工。
第2話表示自己是為了能大家獲得幸福而成立了快樂調色。
第3話得知辛木田絆斗亦是常客。
第25話拉奇亞受幸果邀請下在此打工。
- 備註：快樂調色的外觀拍攝地點位在東京都三鷹市的三鷹天命反轉住宅[14][註 19]。

酸賀研究所
原文： / Suga Research Laboratory
酸賀研造的研究所。
第4話辛木田絆斗為了知道格拉紐特的事而造訪此處。
第14話结尾時，尼艾爾布私下造訪此處並與酸賀會面。
第19話時，生真藉由巧克咚口嚼獸的引領下將受傷的絆斗帶來此處讓酸賀治療。
第22話時，拉奇亞為了調查暗黑生真的真實身份而造訪此處。
第28話，拉奇亞將在此處培養中的暗黑生真們破壞。
第29話開始成為拉奇亞的新居住點。
扉之間
原文： / Door Space
聯繫人類世界與格拉紐特世界的異空間，有無數扇門能隨機通往人類世界的各個角落。
由於史托瑪克家族壟斷其知識，目前只有史托瑪克家族，和與吉普牽線的賈爾達克家族，與兩家族的眷屬才能自由出入，打工人員則須以被用布套蒙臉的狀態下由特工帶領。
第44話從尼艾爾布口中得知是宗布發現此處，然後於此附近創立了史托瑪克社。

## 故事用語
口嚼獸
原文： / GOCHIZO
生真在吃下零食後所誕生的迷你怪獸，亦是生真的眷屬，為本作登場假面騎士的變身道具。
在酸賀研造和尼艾爾布・史托瑪克研究後，能運用技術來開發出口嚼獸。並且，在酸賀創造出暗黑生真後，可利用其來吃下零食產生口嚼獸。
口嚼獸在被使用之後會昇天，蛋糕王、滿溢布丁跟Q彈果凍等特殊的口嚼獸使用後則不會消失。
第6話得知其名稱是由女主角甘根幸果命名。
- 備註：實體商品名稱為騎士口嚼獸（ライダーゴチゾウ）。

格拉紐特
原文： / Glanewt
本作的怪人，外觀皆為怪物的造型，為來自異世界的種族。
種族的特徵為腹部有個被稱為GAVV的器官。
成為史托瑪克社員工的格拉紐特，會為了適應人類狀態而接受改造，在GAVV下方安裝金屬配件。
在人類世界行動時會在此處插入擬態鑰匙（ミミックキー）擬態成人類。
可使用舌頭來捕獲人類，舌頭捲住讓人類變成壓克力人形立牌。
第25話從拉奇亞跟生真口中得知格拉紐特是以石頭或鐵為主要食物來源。
第36話因絆斗在SNS上傳播關於格拉紐特的情報，而讓世人漸漸得知其種族的存在。
- 備註：格拉紐特的造型設計出自於K-SuKe。

黑暗零食
原文： / Yami Kashi
史托瑪克社暗地製作販售的黑黃色方形零食，具有強烈的上癮性。
格拉紐特可藉由綁架人類的打工來獲得部分的黑暗零食做為報酬。
被幸福感包圍的人類為製作黑暗零食所需的香料。
第18話得知黑暗零食的口味是「甜味」。
- 備註：根據設計師田嶋秀樹的說法，黑暗零食是由聚氨酯樹脂製成，並為演員們準備可食用的黑暗零食。

壓克力人形立牌
原文： / Hito Press
格拉纽特使用舌頭捕獲人類後，該人類變成的壓克力立牌物體。
只要在不傷害到立牌的狀態下，切斷纏在上面的紅繩帶，就能將該人類救出；但若在此狀態下被分成兩半，該人類就會死亡。
- 起初的設定是「讓人類承受壓力並陷入不幸後再變成壓克力人形立牌」，加上生真的悲慘身世會使故事更加沉重，最終改為「襲擊幸福的人類」，且更符合作品的主題性[28]。

## 本作登場假面騎士

### 假面騎士GAVV
變身者：生真・史托瑪克（替身演員：繩田雄哉、CV：知念英和）
原文： / 
名稱由來：擬聲詞「ガブ（Gabu）」的重構，指在嘴巴裡咬著東西，劇中得知是由生真自己命名。
形態
| 形態名稱                                                | 簡介 | 外觀                                                                     | 能力 | 必殺技                                                                                                  |
| POPPINGUMMY FORM 砰擊軟糖形態                           | 搭配 POPPINGUMMY GOCHIZO 變身的形態，為假面騎士GAVV的基礎型態。 《假面騎士GOTCHARD The Future Daybreak》 / 《假面騎士GOTCHARD》最終話 / 本篇第1話初次登場。 身高：192.9cm 體重：72.3kg 拳擊力：1.0t 踢擊力：2.0t 跳躍力：4.2m 行動速度：7.6秒（100m）       | 全身以紫、藍、黃、黑、銀色為主。                                         | 全身裝甲為使用眷屬「砰擊軟糖口嚼獸」生成的生物組織，具有高度透明度和強韌的黏彈性，能夠反彈各種衝擊。即使超過彈性極限，也能爆裂成顆粒狀來避免衝擊並迴避大傷害。 手部彈性能揮出高速射性的強力拳擊，腿部彈性能提高動作的敏捷性和跳躍力，並且能將體內粒狀物質細分並擴散到空中來形成立足點。 | POPPINGUMMY FINISH 原文： 此形態下的必殺騎士踢。                                                        |
| KICKINGUMMY ASSIST 踢擊軟糖輔助                         | 假面騎士GAVV 砰擊軟糖形態下， 使用 KICKINGUMMY GOCHIZO 變身的形態，為假面騎士GAVV的追加武裝型態。 第1話初次登場。 身高：192.9cm 體重：75.6kg 拳擊力：1.0t 踢擊力：2.9t 跳躍力：7.0m 行動速度：9.6秒（100m）                                                 | 全身以紫、藍、黃、黑、銀色為主，腳部追加橙色的腳。                       | 使用眷屬「踢擊軟糖口嚼獸」後使腿部獲得強化，不僅增加因質量而產生的破壞力，還能吸收並增幅假面騎士GAVV的踢擊力，對目標造成大量傷害。 | KICKINGUMMY KICK 原文： 此形態下的必殺騎士踢。                                                          |
| ZAKUZAKUCHIPS FORM 脆脆洋芋片形態                       | 搭配 ZAKUZAKUCHIPS GOCHIZO 變身的形態，為假面騎士GAVV的衍生型態。 第2話初次登場。 身高：192.9cm 體重：75.3kg 拳擊力：0.9t 踢擊力：1.0t 跳躍力：3.3m 行動速度：8.0秒（100m）                                                                                 | 全身以黃、黑、銀色為主。                                                 | 全身裝甲為使用眷屬「脆脆洋芋片口嚼獸」生成的生物組織，具有優越的耐熱性、耐磨損性和耐腐蝕性，但同時也具備受到衝擊而容易破裂的特性，透過特殊的彎曲形狀和多層化設計來分散並偏移運動能量來彌補弱點。 手部擅長使用劍型武器施展劍技，腳部鋒利邊緣形狀使得踢技能附帶斬擊效果進行攻擊。 | ZAKUZAKUCHIPS FINISH 原文： 此形態下的必殺技。 HIRIHIRICHIPS FIRE 原文： 使用「火辣洋芋片」時的必殺技。 |
| PUNCHINGUMMY ASSIST 拳擊軟糖輔助                        | 假面騎士GAVV 砰擊軟糖形態下， 使用 PUNCHINGUMMY GOCHIZO 變身的形態，為假面騎士GAVV的追加武裝型態。 《假面騎士GOTCHARD The Future Daybreak》 / 本篇第3話初次登場。 身高：192.9cm 體重：74.7kg 拳擊力：2.0t 踢擊力：2.0t 跳躍力：4.2m 行動速度：9.0秒（100m） | 全身以紫、藍、黃、黑、銀色為主，手部追加水藍色的拳頭。                   | 使用眷屬「拳擊軟糖口嚼獸」後使手部獲得強化，能吸收並增幅假面騎士GAVV的拳擊力，揮出強力重拳，發動特殊攻擊後能同時打出複數的拳擊。 | PUNCHINGUMMY PUNCH 原文： 此形態下的必殺騎士拳。                                                        |
| FUWAMALLOW FORM 蓬鬆棉花糖形態                          | 搭配 FUWAMALLOW GOCHIZO 變身的形態，為假面騎士GAVV的衍生型態。 第4話初次登場。 身高：191.0cm 體重：65.8kg 拳擊力：1.0t 踢擊力：1.0t 跳躍力：2.5m 行動速度：9.5秒（100m）                                                                                    | 全身以白、黃、黑、銀色為主。                                             | 全身裝甲為使用眷屬「蓬鬆棉花糖口嚼獸」生成的生物組織，無數的氣泡能發揮出優異的衝擊吸收能力和隔熱效果，改變內部氣泡的比重後能在水上行走和空中飄浮。 手部的緩衝特性能安全捕捉高速飛行物，腳部在從高處落地時也不會受到任何傷害。 | FUWAMALLOW FINISH 原文： 此形態下的必殺技。                                                             |
| MARUMALLOW ASSIST 圓圓棉花糖輔助                        | 假面騎士GAVV 蓬鬆棉花糖形態下， 使用 MARUMALLOW GOCHIZO 變身的形態，為假面騎士GAVV的追加武裝型態。 第4話初次登場。 身高：191.0cm～ 體重：65.8kg～ 拳擊力：1.0t 踢擊力：1.0t 跳躍力：2.5m以下 行動速度：9.5秒（100m）以下                                    | 全身以白、黃、黑、銀色為主，上半身呈現膨脹狀態。                         | 使用眷屬「圓圓棉花糖口嚼獸」後，讓裝甲的生物組織急速增殖並膨脹，能變成大型圓筒狀特殊形態。 | MARUMALLOW ROLLING 原文： 此形態下的必殺技。                                                            |
| CHOCODAN FORM 巧克彈形態                                | 搭配 CHOCODAN GOCHIZO 變身的形態，為假面騎士GAVV的衍生型態。 第7話初次登場。 身高：191.6cm 體重：79.2kg 拳擊力：0.8t 踢擊力：1.6t 跳躍力：2.3m 行動速度：8.2秒（100m）                                                                                      | 全身以棕、黃、黑、銀色為主。                                             | 全身裝甲為使用眷屬「巧克彈口嚼獸」生成的生物組織，具備高度的可塑性，能夠吸收衝擊並減輕傷害。生物組織可以大範圍展開覆蓋目標，在捕捉目標時，還能減少攻擊餘波對周圍環境造成的損害。 腳部可利用高能量密度發揮出極高的瞬發力，能夠迅速切換射擊位置和姿勢。 | CHOCODAN FINISH 原文： 此形態下的必殺技。 CHOCODON BURST 原文： 使用「巧克咚」時的必殺技。              |
| GURUCAN FORM 旋轉棒棒糖形態                             | 搭配 GURUCAN GOCHIZO 變身的形態，為假面騎士GAVV的衍生型態。 第9話初次登場。 身高：227.8cm 體重：860.2kg 拳擊力：1.8t 踢擊力：2.4t 跳躍力：1.2m 行動速度：11.0秒（100m）                                                                                     | 全身以粉、白、藍、黃、黑色為主。                                         | 全身裝甲為使用眷屬「旋轉棒棒糖口嚼獸」生成的生物組織，具有極高密度所帶來的重量和硬度，擁有優秀的防禦力，需要龐大的體格才可操控這個重量。 具有堅固的關節來支撐大型軀體，能充分利用其重量和硬度使出大型拳擊和大型踢擊。 | GURUCAN FINISH 原文： 此形態下的必殺技。                                                                |
| BAKUCAN ASSIST 爆炸糖輔助                               | 假面騎士GAVV 旋轉棒棒糖形態下， 搭配 BAKUCAN GOCHIZO 變身的形態，為假面騎士GAVV的追加武裝型態。 第10話初次登場。 身高：236.0cm 體重：968.8kg 拳擊力：1.8t 踢擊力：2.4t 跳躍力：1.0m 行動速度：11.4秒（100m）                                                | 全身以粉、白、藍、黃、黑色為主，肩部追加兩門大砲。                       | 使用眷屬「爆炸糖口嚼獸」後，肩上的雙砲能射出擁有巨大破壞力的圓柱形硬彈。 | BAKUCAN BLAST 原文： 此形態下的必殺技。                                                                 |
| KICKINGUMMY& PUNCHINGUMMY ASSIST 踢擊軟糖& 拳擊軟糖輔助 | 假面騎士GAVV 砰擊軟糖形態下， 使用 KICKINGUMMY GOCHIZO 和 PUNCHINGUMMY GOCHIZO 變身的形態，為假面騎士GAVV的追加武裝型態。 第13話初次登場。 身高：192.9cm 體重：78.0kg 拳擊力：2.0t 踢擊力：2.9t 跳躍力：6.3m 行動速度：11.0秒（100m）                       | 全身以紫、藍、黃、黑、銀色為主，手部追加水藍色的拳頭，腳部追加橙色的腳。 | 使用眷屬「踢擊軟糖口嚼獸」後使腿部獲得強化，不僅增加因質量而產生的破壞力，還能吸收並增幅假面騎士GAVV的踢擊力，對目標造成大量傷害。 使用眷屬「拳擊軟糖口嚼獸」後使手部獲得強化，能吸收並增幅假面騎士GAVV的拳擊力，揮出強力重拳，發動特殊攻擊後能同時打出複數的拳擊。 | |
| BUSHEL FORM 灌木蛋糕捲形態                              | 搭配 BUSHEL GOCHIZO 變身的形態，為假面騎士GAVV的衍生型態。 第13話初次登場。 身高：195.8cm 體重：86.6kg 拳擊力：1.1t 踢擊力：2.1t 跳躍力：2.1m 行動速度：8.6秒（100m）                                                                                       | 全身以白、棕、黃、銀、黑色為主。                                         | 全身裝甲為使用眷屬「灌木蛋糕捲口嚼獸」生成的生物組織，擁有豐富的能量量，並具有透過朝一定方向捲動產生高扭力的特性。將能量供給全身，能發揮強大的活力。 手部擁有能使用斧型武器的怪力，腳部獲得不易崩壞的耐久性，還能展現出圓木型的攻擊特效。 | BUSHEL FINISH 原文： 此形態下的必殺技。                                                                 |
| CAKING FORM 蛋糕王形態                                  | 搭配 CAKING GOCHIZO 變身的形態，為假面騎士GAVV的強化型態。 第14話初次登場。 身高：196.0cm 體重：91.2kg 拳擊力：1.3t 踢擊力：6.4t 跳躍力：1.5m 行動速度：9.0秒（100m）                                                                                       | 全身以白、紅、金、黑色為主。                                             | 全身裝甲為使用眷屬「蛋糕王口嚼獸」生成的生物組織，可一口氣消耗其內含的龐大能量，展現如同王者般驚人的戰鬥力，並擁有率領指揮「奶油兵」的能力。 變身獲得驚人的腿力，使踢擊的破壞力提升至原本的2倍以上，威嚴滿滿的舉止讓移動和閃避動作能減至最小化。 | CAKING FINISH 原文： 此形態下的必殺騎士踢。                                                             |
| BLIZZARDSORBET FORM 暴風雪酪形態                        | 搭配 BLIZZARDSORBEI GOCHIZO 變身的形態，為假面騎士GAVV的強化型態。 第24話初次登場。 身高：195.5cm 體重：89.8kg 拳擊力：2.6t 踢擊力：6.6t 跳躍力：5.7m 行動速度：6.8秒（100m）                                                                               | 全身以赭、藍、奶油、紫、銀色為主。                                       | 全身裝甲為使用眷屬「暴風雪酪杯口嚼獸」生成的生物組織，進入超低溫狀態產生超導現象，神經系統的傳導時差極大幅度地減少，讓全身各部的行動速度大幅提升。不過邊戰鬥會邊緩慢融化，因此有戰鬥時間限制。 頭角能產生超低溫能量並在全身各部位釋放。 手部能吸收接觸到的物體熱量並將其凍結，並以強化速射性的高速拳擊瞬間粉碎凍結的目標。 腳部能利用磁場進行滑行、旋轉等華麗的動作，還能凍結水面等地形，擴展行動範圍。 | ICE ILLUSION 原文： 此形態下的必殺技。 ICE BREAK 原文： 此形態下的必殺騎士踢。                          |
| OVER MODE 過剩模式                                      | 搭配 變身的形態，為假面騎士GAVV的最終型態。 第33話初次登場。 身高：198.8cm 體重：112.2kg 拳擊力：10.0t 踢擊力：8.1t 跳躍力：2.0m 行動速度：9.8秒（100m） | 全身以橙、黃、紫色為主。                                                 | 全身裝甲為使用GOCHIPOD生成的生物組織，具有高彈性，能反彈斬擊或射擊等各種衝擊，將受到的攻擊無效化。此外，從GOCHIPOD中如泉水般湧出的能量，會產生難以控制的強大力量。 擅長以蠻力揮舞其龐大質量的強力拳擊，發動特殊攻擊能使出將全部力量一口氣灌注到目標上的毀滅性拳擊。 擅長運用特殊重量平衡的一點突破踢擊，能在攻擊命中目標的同時將全部力量一口氣灌注進去的特殊攻擊。                                      | OVER SMASH 原文： 此形態下的必殺騎士拳。 OVER FINISH 原文：                                             |
| MASTER MODE 支配模式                                    | 搭配 變身的形態，為假面騎士GAVV的最終型態。 第36話初次登場。 身高：198.8cm 體重：84.5kg 拳擊力：5.1t 踢擊力：7.8t 跳躍力：9.1m 行動速度：4.8秒（100m） | 全身以紫、藍、黃、橙色為主。                                             | 全身裝甲為使用GOCHIPOD生成的生物組織，複合口嚼獸的特性，能操控GOCHIPOD任意切換。 手部凝聚100隻口嚼獸的力量，能使出各種特殊技能與驚人的拳擊，並且能自由操控口嚼獸的各種武器。 腿部凝聚100隻口嚼獸的力量，憑藉優越的奔跑能力與敏捷性，能使出威力驚人的踢擊。 | MASTER BOOST 原文： 此形態下的必殺騎士踢。                                                              |
| AMAZINGUMMY FORM 驚異軟糖形態                           | 搭配 AMAZINGUMMY GOCHIZO 變身的形態，為假面騎士GAVV的特殊型態。 第48話初次登場。 身高：197.3cm 體重：80.8kg 拳擊力：8.8t 踢擊力：9.0t 跳躍力：7.3m 行動速度：6.0秒（100m）                                                                                  | 全身以紅、黃、紫、黑色為主。                                             | 全身裝甲為使用眷屬「驚異軟糖口嚼獸」生成的生物組織，擁有驚異的能源量，僅是釋放多餘的能量，就能產生使周圍空氣扭曲的高熱。 手部帶有灼熱而使破壞力驚異性提升，能揮出高速射的拳擊。 腿部帶有高熱的踢擊，擁有足以使目標融解的驚異破壞力。 | AMAZINGUMMY FINISH 原文：                                                                               |
| HEXENHEIM 薑餅家                                        | 搭配 HEXENHEIM GOCHIZO 變身的形態，為假面騎士GAVV的限定特殊型態。 |                                                                          | | |
| SHIELDSNACK FORM 盾牌點心形態                           | 搭配 KUNGFURAMEN GOCHIZO 變身的形態，為假面騎士GAVV的衍生型態。 超戰鬥DVD初次登場。 | 全身以橘、黃、粉、白色為主。                                             | | SHIELDSNACK FINISH 原文：                                                                               |
| CHOCO T ASSIST 巧克T輔助                                | 假面騎士GAVV 盾牌點心形態下， 搭配 CHOCOTREASURE GOCHIZO 變身的形態，為假面騎士GAVV的追加武裝型態。 超戰鬥DVD初次登場。 | 全身以橘、黃、粉、白色為主，追加雙節棍武裝。                             | | CHOCO T CRUSH 原文：                                                                                    |
| PARTEA SCONE FORM 茶會司康形態                          | 搭配 PARTEA SCONE GOCHIZO 變身的形態，為假面騎士GAVV的衍生型態。 舞台劇初次登場。 | 全身以小麥、紅、白、銀、黑色為主。                                       | | |

### 假面騎士VALEN
變身者：辛木田絆斗（替身演員：鍜治洸太朗、CV：日野友輔）
原文： / 
名稱由來：英文字「Valentine（情人節）」的變體，而「Valen」一詞在拉丁語又有強壯的意思，劇中得知是由絆斗自己命名。
形態
| 形態名稱                   | 簡介 | 外觀                                                       | 能力 | 必殺技                                        |
| CHOCODON FORM 巧克咚形態   | VALENBUSTER 搭配 CHOCODON GOCHIZO 變身的形態，為假面騎士VALEN的基礎型態。 第6話初次登場。 身高：196.8cm 體重：79.6kg 拳擊力：0.6t 踢擊力：0.9t 跳躍力：3.0m 行動速度：8.0秒（100m）  | 全身以棕、白、紅、黑、金色為主。                           | 全身裝甲為從VALEN破壞銃裝置的「巧克咚口嚼獸」生成的生物組織，擁有高能量密度，能展現出優異的持久力與運動性能。 手部可藉由燃燒極大量卡路里來揮出重量級的拳擊。                                                                               | 名稱不明 此形態下的必殺技。                   |
| DOUMARU FORM 甜甜圈形態    | VALENBUSTER 搭配 DOUMARU GOCHIZO 變身的形態，為假面騎士VALEN的衍生型態。 第12話初次登場。 身高：195.0cm 體重：82.1kg 拳擊力：0.5t 踢擊力：0.7t 跳躍力：4.2m 行動速度：8.8秒（100m）  | 全身以棕、橙、紅、黑、金色為主。                           | 全身裝甲為從VALEN破壞銃裝置的「甜甜圈口嚼獸」生成的生物組織，能展開複數個圓環進行連攜攻擊，並能利用其柔軟性來拘束目標。 手部的圓環在擴大後能作為抵禦衝擊的盾牌使用。                                                                       |                                               |
| BUSHEL FORM 灌木蛋糕捲形態 | VALENBUSTER 搭配 BUSHEL GOCHIZO 變身的形態，為假面騎士VALEN的衍生型態。 第16話初次登場。 身高：194.0cm 體重：94.2kg 拳擊力：0.7t 踢擊力：1.0t 跳躍力：0.8m 行動速度：9.1秒（100m）   | 全身以棕、銀、奶油、紅、黑色為主。                         | 全身裝甲為從VALEN破壞銃裝置的「灌木蛋糕捲口嚼獸」生成的生物組織，擁有豐富的能量量，並具有透過朝一定方向捲動產生高扭力的特性。 手部擁有能使用斧型武器的怪力。                                                                               |                                               |
| CHOCOLD FORM 巧克德形態    | VALENBUSTER 搭配 CHOCOLD GOCHIZO 變身的形態，為假面騎士VALEN的衍生型態。 第24話初次登場。 身高：196.8cm 體重：80.4kg 拳擊力：1.8t 踢擊力：2.7t 跳躍力：3.6m 行動速度：7.5秒（100m）  | 全身以棕、黑、白、紅、金色為主。外觀與巧克咚形態極為相似。 | 全身裝甲為從VALEN破壞銃裝置的「巧克德口嚼獸」生成的生物組織，能暫時發揮強大的戰鬥力，打擊力與衝刺速度大幅度提升。然而，身體會承受極大的負擔來作為代價。                                                                                    |                                               |
| FRAPPE CUSTOM 冰沙特製     | VRASTUMGEAR 搭配 FRAPPEIS GOCHIZO 變身的形態，為假面騎士VALEN的強化型態。 第28話初次登場。 身高：201.0cm 體重：91.5kg 拳擊力：2.6t 踢擊力：6.5t 跳躍力：5.5m 行動速度：7.0秒（100m） | 全身以褐、金、紅、白、黑色為主。                           | 全身裝甲為使用「雙拼冰沙口嚼獸」生成的生物組織，由包覆在堅固外骨骼內的流體構成。高能量密度的流體能夠分散外部衝擊，能做出流暢且迅捷的動作。 能操作變身裝置將冰纏繞在拳頭和腿上來強化拳擊力和踢擊力，同時也擅長用VALEN破壞銃和巧克咚槍射擊。 | FRAPPEIS VORTEX 原文： 此形態下的必殺騎士踢。 |

### 假面騎士VRAM
變身者：拉奇亞・阿瑪加（替身演員：永德、CV：莊司浩平）
原文： / 
名稱由來：以布丁、果凍等杯子容器的形狀，圓錐台的英文「frustum（フラスタム）」一詞改編，劇中得知是由尼艾爾布命名。
形態
| 形態名稱                | 簡介 | 外觀                             | 能力 | 必殺技                                        |
| PUDDING CUSTOM 布丁特製 | VRASTUMGEAR 搭配 DOPPUDDING GOCHIZO 變身的形態，為假面騎士VRAM的基礎型態。 第17話初次登場。 身高：199.3cm 體重：87.8kg 拳擊力：1.7t 踢擊力：2.4t 跳躍力：5.1m 行動速度：7.4秒（100m） | 全身以橙、黃、黑、銀色為主。     | 全身裝甲為使用「滿溢布丁口嚼獸」生成的生物組織，平時柔軟，遇熱或衝擊則會硬化，形成軟硬兼施的防禦，並具有將受到的衝擊傳導至四肢的功能。同時，生物組織能迅速滲透到損傷部位進行修復。 手腳可藉由在打擊的同時擴散衝擊波，來擴大命中範圍，並能將從裝甲傳導來的衝擊釋放到外部。 | PUDDING CRUSH 原文： 此形態下的必殺騎士拳。   |
| JELLY CUSTOM 果凍特製   | VRASTUMGEAR 搭配 PURUJELLY GOCHIZO 變身的形態，為假面騎士VRAM的衍生型態。 第20話初次登場。 身高：199.3cm 體重：86.4kg 拳擊力：1.3t 踢擊力：1.8t 跳躍力：3.8m 行動速度：7.7秒（100m）  | 全身以粉紅、桃紅、黑、銀色為主。 | 全身裝甲由「Q彈果凍口嚼獸」生成的生物組織構成，能與變身裝置聯動，對生命維持器官施加極大的負荷，使全身透明化，但負荷會隨時間呈指數級增長，長時間使用將對生命造成極大的危險。 雙肩與雙前臂的大型盾牌能承受並吸收衝擊，透明化的效果能從手部傳遞至專屬武器上發揮效果。 腳部在透明化時，能遮蔽音紋並連同影子一併消除，大幅提高隱密性。                                                                            | JELLY CRUSH 原文： 此形態下的必殺技。         |
| A LA MODE MODE 聖代模式 | VRASTUMGEAR 搭配 PUDDINTE GOCHIZO 變身的形態，為假面騎士VRAM的強化型態。 第40話初次登場。 身高：201.4cm 體重：98.5kg 拳擊力：2.9t 踢擊力：6.8t 跳躍力：4.6m 行動速度：7.2秒（100m）   | 全身以銀、黑、橙、金、紅色為主。 | 全身裝甲「布丁特口嚼獸」所生成的生物組織具有極高的柔軟性等複數不同特性複合而成，並內嵌於防禦力非常高，閃耀光芒的超高硬質外骨骼中。 頭部自律中樞會根據所傳送的資訊，在每次變身時進行平衡性更新，始終處於最適合最新戰況的狀態，並具備當超過對肉體的負荷極限時，進行自動解除變身的功能。 閃耀光芒的外骨骼強化拳擊力和踢擊力，左手和左腿能連續生成多種不同特性的刀刃，切斷各種物質，使出附加斬擊效果的打擊攻擊。 | PUDDING TEMPEST 原文： 此形態下的必殺騎士踢。 |

### 假面騎士BITTER GAVV
變身者：暗黑生真 / 瑪根 / 吉普 / 酸賀研造（替身演員：中田裕士 / 米岡孝弘 / 酒井和真 / 北村海、CV：知念英和 / 高木涉 / 古賀瑠 / 淺沼晉太郎）
原文： / 
名稱由來：苦澀 + GAVV，劇中得知是由暗黑生真自己命名。
形態
| 形態名稱                                 | 簡介 | 外觀                             | 能力 | 必殺技                                         |
| SPARKINGUMMY FORM 炸裂軟糖形態           | 搭配 SPARKINGUMMY GOCHIZO 變身的形態，為假面騎士BITTER GAVV的基礎型態。 第21話初次登場。 身高：193.6cm 體重：72.9kg 拳擊力：2.0t 踢擊力：3.0t 跳躍力：5.7m 行動速度：7.0秒（100m）      | 全身以紅、黑、銀、白、紫色為主。 | 全身裝甲為使用「炸裂軟糖口嚼獸」生成的生物組織，內部能持續不斷的炸裂來產生出驚人的力量，活化全身各部位的能力。若不顧及自毀，能夠發揮出超越變身者原本極限的性能。 在擊中對象後會因炸裂產生特殊攻擊，提高攻擊破壞力。 | SPARKINGUMMY END 原文： 此形態下的必殺騎士踢。 |
| BREACOOKIE FORM 破碎餅乾形態             | 搭配 BREACOOKIE GOCHIZO 變身的形態，為假面騎士BITTER GAVV的衍生型態。 第33話初次登場。 身高：201.5cm 體重：103.6kg 拳擊力：2.7t 踢擊力：6.6t 跳躍力：9.2m 行動速度：8.1秒（100m）       | 全身以米、棕、黑、橙色為主。     | 全身裝甲為使用「破碎餅乾口嚼獸」生成極為堅固的生物組織，可根據內含能量晶片的消耗量來提升戰鬥力，並能在一定程度上控制對身體的負荷。 手部和腿部能以特殊能量燒製，變化為更堅硬的石質，並能將該熱能轉用來使出超高熱的拳擊和踢擊。                                                                                                | BREACOOKIE END 原文：                          |
| BAKIBAKISTICK FORM 蹦脆棒形態            | 搭配 BAKIBAKISTICK GOCHIZO 變身的形態，為假面騎士BITTER GAVV的衍生型態。 第38話初次登場。 身高：196.6cm 體重：64.2kg 拳擊力：2.7t 踢擊力：6.6t 跳躍力：7.5m 行動速度：6.0秒（100m）     | 全身以金、黑、銀色為主。         | 全身裝甲為使用「蹦脆棒口嚼獸」生成的生物組織，以多層次配置結構形成的反應裝甲，讓表層受到破壞來分散與抵銷衝擊，且生物組織的一部份能變化為棒狀武器使用。 將生體組織沿著衝擊方向排列來強化拳擊力和踢擊力，並善用極為輕盈的骨骼結構所帶來的高速優勢，擅長發動連續猛攻。 移植在吉普身上的BITTER GAVV具有吸收變身者的精神力來增幅力量的特性。 | BAKIBAKISTICK END 原文：                       |
| MARBLEBREACOOKIE FORM 大理石破碎餅乾形態 | 搭配 MARBLEBREACOOKIE GOCHIZO 變身的形態，為假面騎士BITTER GAVV的衍生型態。 第41話初次登場。 身高：195.3cm 體重：106.4kg 拳擊力：3.0t 踢擊力：7.0t 跳躍力：5.5m 行動速度：7.2秒（100m） | 全身以米、棕、黑、紅色為主。     | 全身裝甲為使用「大理石破碎餅乾口嚼獸」生成的生物組織，具有異常高的耐久力，並會即時重新構築變身者所擁有的兩種生物特性的混合平衡。 擁有能在「BAKE麥格農」上製造出特殊催眠彈的特殊能力，並可利用眼睛判斷目標的催眠程度。 腿部能透過即時改變重量、硬度等特性，最大化奔跑速度、跳躍力與腿技的破壞力。                             | MARBLEBREACOOKIE END 原文：                    |

### 假面騎士BAKE
變身者：酸賀研造（替身演員：北村海、CV：淺沼晉太郎）
原文： / 
名稱由來：烘焙，劇中得知是由酸賀研造自己命名。
形態
| 形態名稱                     | 簡介 | 外觀                     | 能力 | 必殺技                                                                    |
| BREACOOKIE FORM 破碎餅乾形態 | BAKEMAGNUM 搭配 BREACOOKIE GOCHIZO 變身的形態，為假面騎士BAKE的基礎型態。 第27話初次登場。 身高：195.3cm 體重：84.2kg 拳擊力：2.5t 踢擊力：6.4t 跳躍力：7.1m 行動速度：6.6秒（100m） | 全身以米、棕、黑色為主。 | 全身裝甲為從BAKE麥格農裝置的「破碎餅乾口嚼獸」生成極為堅固的生物組織，可根據內含能量晶片的消耗量來提升戰鬥力，並能在一定程度上控制對身體的負荷。 腿部能以特殊能量燒製，變化為更堅硬的石質，並能將該熱能轉用來使出超高熱踢擊。 | BAKING FULL BLAST 原文： 此形態下的必殺技。 BURNING FULL EXPLOSION 原文： |

### 其他假面騎士（本篇以外作品）

#### 假面騎士CARIES
變身者：卡利斯（替身演員：高田將司、CV：世界）
原文： / 
名稱由來：西班牙語「蛀牙」，亦為該變身者的稱呼。
形態
| 形態名稱            | 簡介                                                                       | 外觀 | 能力 | 必殺技 |
| CARIES C1 卡利斯 C1 | BREED GAVV C1 搭配 TERROR GOCHIZO 變身的形態，為假面騎士CARIES的基礎型態。 |      |      |        |
| CARIES C3 卡利斯 C3 | BREED GAVV C3 搭配 TERROR GOCHIZO 變身的形態，為假面騎士CARIES的強化型態。 |      |      |        |

## 輔助工具

### 變身道具
原文： /   
生真的，被格拉紐特稱呼為紅色GAVV，假面騎士GAVV所使用的變身腰帶。
能使用生真吃下人類世界的零食後所產生的眷屬進行變身，將它們各種獨特的特性具現化，上顎需要靠每日的刷牙來維持能力。
變身：翻開腰帶上蓋，在中央如舌頭的插槽置入口嚼獸後將上蓋閉合，轉動腰帶右側把手後按下左側按鈕進行變身。
必殺技：轉動腰帶右側把手後按下左側按鈕發動必殺技。
- 備註：實體商品名稱為變身腰帶（変身ベルトガヴ）。

- VALEN破壞銃

原文： /  VALENBUSTER 
假面騎士VALEN的變身裝置兼武器。
擁有從口嚼獸上抽取特殊能力的功能，能夠將這些能力融入變化中，並實現各種攻擊等能力。
變身：銃身前方的插槽置入口嚼獸，將上下兩側拉桿向前扳動後，按下扳機進行變身。
必殺技：將上下兩側拉桿向後扳動，並再次向前扳動後，按下扳機發動必殺技。
- 備註：實體商品名稱為變身銃VALEN破壞銃（変身銃ヴァレンバスター）。

原文： /  VRASTUMGEAR 
假面騎士VALEN和假面騎士VRAM的特製裝置。
使用口嚼獸對變身者進行特製來賦予各種能力。
尼艾爾布・史托瑪克使用丹特・史托瑪克留下的資料，以及酸賀研造提供的資料進行獨特的解讀，結合過往的知識，完成針對格拉紐特獵人的系統。
丹特・史托瑪克所製作的改良版能減輕使用者的變身負擔。
變身：將口嚼獸反向置入裝置上方後，拉下裝置右側拉桿進行變身。
必殺技：將裝置右側拉桿扳回後，再次拉下發動必殺技。
- 備註：實體商品名稱為變身腰帶（変身ベルトヴラスタムギア）。

原文： /   
暗黑生真的，假面騎士BITTER GAVV所使用的變身腰帶。
尼艾爾布・史托瑪克能將其以培育的方式製造出來，並手術移植至格拉紐特身上。
能使用吃下人類世界的零食後所產生的眷屬進行變身，將它們狂暴化的特性具現化。
變身：翻開腰帶上蓋，在中央如舌頭的插槽置入口嚼獸後將上蓋閉合，轉動腰帶右側把手後按下左側按鈕進行變身。
必殺技：轉動腰帶右側把手後按下左側按鈕發動必殺技。
- 備註：實體商品名稱為變身腰帶（変身ベルトビターガヴ）。

- BAKE麥格農

原文： /  BAKEMAGNUM 
假面騎士BAKE的變身裝置兼武器，酸賀研造迄今為止研究成果的集大成。
尼艾爾布・史托瑪克運用酸賀的研究資料後能將其複製改良，作為假面騎士BITTER GAVV的武器使用。
擁有從口嚼獸上抽取特殊能力的功能，能夠將這些能力融入變化中，並實現各種攻擊等能力。
變身：銃身中央的插槽置入口嚼獸，將銃身上下扳動3次後，按下扳機進行變身。
必殺技：將銃身上下扳動2次後，按下扳機發動必殺技。將銃身上下扳動3次後，按下扳機發動超必殺技。
- 備註：實體商品名稱為變身銃BAKE麥格農（変身銃ベイクマグナム）。

- 擬態設計者

原文： /  MIMICDEVISER 
史托瑪克一家成員所使用的腰帶型裝置。
在腰帶上方裝置擬態鑰匙來擬態變身成人類的姿態。
- 培養GAVV

原文： /   
假面騎士CARIES所使用的變身腰帶。
- 備註：實體商品名稱為變身腰帶（変身ベルトブリードガヴ）。

### 專屬武裝
原文： / 
假面騎士GAVV的劍型武器。
由於是自己創造的武器，所以同步率極高，能自由自在地操控，因此在戰鬥的各種局面中，無論是攻擊還是防禦，都能夠應對。
具備能射出口嚼獸搭乘的「口嚼增速者」的能力，能與眷屬進行共鬥。
原文： /  ZAKUZAKUCHIPSLASHER 
假面騎士GAVV 脆脆洋芋片形態專用的劍型武器。
使用「脆脆洋芋片」口嚼獸生成的武器，基本以二刀流的形式使用。
刀刃極其鋒利，但劍身卻非常脆弱易碎，因此非常考驗使用者的技巧。
在使用「火辣洋芋片」口嚼獸後，可讓刀刃纏繞高熱來揮出強化的斬擊。
刀刃可經由假面騎士VALEN產生的特殊塗料處理後，來大幅提升耐久性。
- 巧克彈槍

原文： /  CHOCODANGUN 
假面騎士GAVV 巧克彈形態專用的銃型武器。
使用「巧克彈」口嚼獸生成的武器，同時使用巧克咚槍齊射時能發揮最大效果。
- 備註：實體商品名稱為（チョコドンダンガン）。

- 巧克咚槍

原文： /  CHOCODONGUN 
假面騎士GAVV 巧克彈形態專用的銃型武器。
使用「巧克咚」口嚼獸生成的武器，同時使用巧克彈槍齊射時能發揮最大效果。
- 備註：實體商品名稱為（チョコドンダンガン）。

- 轟隆棒棒糖加特林

原文： /  VROCANGATLING 
假面騎士GAVV 旋轉棒棒糖形態專用的銃型武器。
使用「轟隆棒棒糖」口嚼獸生成的武器，在高速迴轉時進行連續射擊。
- 聖誕斧

原文： /  XMAX 
假面騎士GAVV 灌木蛋糕捲形態專用的斧型武器。
使用「灌木蛋糕捲」口嚼獸生成的武器，發揮極大的破壞力，將目標一刀兩斷。
- GAVV奶油槍

原文： /  GAVVWHIPIR 
假面騎士GAVV 蛋糕王形態、暴風雪酪形態專用的槍型武器。
使用「蛋糕王」口嚼獸生成的武器，能釋放特殊奶油來進行各種特殊攻擊，並且能召喚「奶油兵」。
- 奶油兵

原文： /  WHIPPED SOLDIER 
使用「GAVV奶油槍」所召喚的士兵。
擅長以棒術戰鬥，能作為假面騎士GAVV 蛋糕王形態的盾牌，也能執行支援負傷同伴或救助的後勤活動。
- 酥脆奶油兵

原文： /  ZAKU WHIPPED SOLDIER 
在「GAVV奶油槍」使用「脆脆洋芋片」口嚼獸後所召喚的士兵。
使用進行二刀流戰鬥，並且能作為假面騎士GAVV 蛋糕王形態的盾牌。
- 巧克力奶油兵

原文： /  CHOCO WHIPPED SOLDIER 
在「GAVV奶油槍」使用「巧克彈」口嚼獸後所召喚的士兵。
使用「巧克彈槍」進行射擊戰鬥，並且能作為假面騎士GAVV 蛋糕王形態的盾牌。
- 冰淇淋奶油兵

原文： /  ICE WHIPPED SOLDIER 
假面騎士GAVV 暴風雪酪形態使用「GAVV奶油槍」所召喚的士兵。
與奶油兵的姿態相似，身體裝甲外觀為甜筒餅乾。
| 形態         | 身高    | 體重   | 拳擊力 | 踢擊力 | 跳躍力 | 行動速度       |
| ------------ | ------- | ------ | ------ | ------ | ------ | -------------- |
| 奶油兵       | 188.5cm | 43.3kg | 0.4t   | 1.9t   | 0.4m   | 12.3秒（100m） |
| 酥脆奶油兵   | 188.5cm | 46.3kg | 0.3t   | 0.3t   | 0.9m   | 10.2秒（100m） |
| 巧克力奶油兵 | 188.5cm | 50.2kg | 0.2t   | 0.4t   | 0.6m   | 10.4秒（100m） |
- VALEN破壞銃

原文： /  VALENBUSTER 
- 聖誕斧

原文： /  XMAX（VALEN） 
假面騎士VALEN 灌木蛋糕捲形態專用的斧型武器。
使用「灌木蛋糕捲」口嚼獸生成的武器，發揮強大的破壞力能對目標造成大量傷害。
能作為擴散起爆性粒子的媒介。
原文： /  VRAMBREAKER 
假面騎士VRAM的武器，能變形弓和鐮刀兩種模式。
弓箭模式能使用電磁能量來射出能量箭矢。鐮刀模式能使用尖端圍繞的超硬質鏈鋸條，利用高速迴轉進行斬擊。
- 銀色防禦者

原文： /  SILVER DEFENCER 
假面騎士VRAM 聖代模式的盾型武器。
使用「布丁特口嚼獸」生成的武裝，除了具備物理防禦能力外，還能透過注入能量展開特殊領域，藉此不僅可進行廣域防禦，還能用於拘束目標。
原文： / 
假面騎士BITTER GAVV的劍型武器。
由於是自己創造的武器，所以同步率極高，能自由自在地操控，因此在戰鬥的各種局面中，無論是攻擊還是防禦，都能夠應對。
具備吸收口嚼獸特殊能力的功能，能夠發動將特殊能力狂暴化的特殊技巧。
- BAKE麥格農

原文： /  BAKEMAGNUM 

### 其他道具
- 口嚼增速者

原文： / 
口嚼獸專用的載具。
能使用口嚼獸之力展開能量立場後，加速並向目標突擊，幕後支援假面騎士GAVV。
- VALEN帶扣

原文： / 
假面騎士VALEN的特殊機構，可讓VALEN破壞銃與設置的口嚼獸力量取得平衡，可將VALEN破壞銃收納至腰帶左側的收納架上。
- 住家口嚼獸

原文： / 
第7話時生真剪粘出的手工藝品。
其作用為讓口嚼獸於此躲藏。
- GAVV手機

原文： / 
丹特・史托瑪克所開發的手機型道具。
可將口嚼獸置入後，並透過螢幕觀看口嚼獸曾經看過的影像，亦可用作一般的智能手機使用。
- BAKE帶扣

原文： / 
假面騎士BAKE的特殊機構，與BAKE麥格農連動，共同構成變身系統，可將BAKE麥格農收納至腰帶左側的收納架上。
- GOCHIPOD

原文： / 
丹特・史托瑪克所開發的強化道具。
能收納100隻口嚼獸來發揮力量，每次使用需要100隻口嚼獸。

### 載具
| 名稱                                   | 簡介 | 外觀                       | 備註 |
| VROCANBUGGY 轟隆棒棒糖沙灘車           | 初次登場話數：第1話 全長：2.410m 全寬：1.873m 全高：2.771m 乾燥重量：310kg 馬力：103.0ps（75.7kw） 最高時速：128km/h  | 全身以粉、藍、黑色為主     | 假面騎士GAVV使用轟隆棒棒糖口嚼獸生成的特殊車輛，亦能按其意願變化成一般機車的樣貌或是變換成轟隆棒棒糖加特林。 電單車原型車為本田CRF250L。 |
| VROCANBUGGY SPICY 辛辣轟隆棒棒糖沙灘車 | 初次登場話數：第23話 全長：2.410m 全寬：1.873m 全高：2.771m 乾燥重量：310kg 馬力：102.0ps（74.2kw） 最高時速：129km/h | 全身以黑、紅、螢光黃色為主 | 假面騎士BITTER GAVV使用辛辣轟隆棒棒糖口嚼獸生成的特殊車輛。                                                                              |

### 騎士口嚼獸（RIDER GOCHIZO）
RIDER GOCHIZO一覽 
| 英文名稱                | 日文名稱 | 中文名稱            | 備註 |
| ----------------------- | -------- | ------------------- | --- |
| POPPINGUMMY             |          | 砰擊軟糖            | 生真吃下葡萄軟糖所誕生的眷屬。                                                                                                |
| PUNCHINGUMMY            |          | 拳擊軟糖            | 生真吃下蘇打軟糖所誕生的眷屬。                                                                                                |
| KICKINGUMMY             |          | 踢擊軟糖            | 生真吃下柳橙軟糖所誕生的眷屬。                                                                                                |
| SPARKINGUMMY            |          | 炸裂軟糖            | 暗黑生真吃下可樂軟糖所誕生的眷屬。                                                                                            |
| ZAKUZAKUCHIPS           |          | 脆脆洋芋片          | 生真吃下洋芋片所誕生的眷屬。                                                                                                  |
| HIRIHIRICHIPS           |          | 火辣洋芋片          | 生真吃下辣味洋芋片所誕生的眷屬。                                                                                              |
| BAKIBAKISTICK           |          | 蹦脆棒              | 尼艾爾布・史托瑪克以薯條餅乾為元素所新開發的口嚼獸。                                                                          |
| GURUCAN                 |          | 旋轉棒棒糖          | 生真吃下螺旋棒棒糖所誕生的眷屬。 設定上此口嚼獸的重量相當重。                                                                 |
| VROCAN                  |          | 轟隆棒棒糖          | 生真吃下棒棒糖所誕生的眷屬。 除了在戰鬥中召喚出「轟隆棒棒糖沙灘車」外，可按照生真的指令生成出平時騎乘用的機車。               |
| BAKUCAN                 |          | 爆炸糖              | 生真吃下Drops所誕生的眷屬。                                                                                                   |
| VROCAN SPICY            |          | 辛辣轟隆棒棒糖      | 暗黑生真吃下黑糖糖果所誕生的眷屬。                                                                                            |
| FUWAMALLOW              |          | 蓬鬆棉花糖          | 生真吃下棉花糖所誕生的眷屬。                                                                                                  |
| MARUMALLOW              |          | 圓圓棉花糖          | 生真吃下草莓棉花糖所誕生的眷屬。                                                                                              |
| CHOCODAN                |          | 巧克彈              | 生真吃下巧克力所誕生的眷屬。                                                                                                  |
| CHOCODON                |          | 巧克咚              | 生真吃下白巧克力所誕生的眷屬。                                                                                                |
| CHOCOLD                 |          | 巧克德              | 酸賀研造所新開發的口嚼獸。 |
| BUBBLE RAMUNE           |          | 泡泡彈珠汽水        | 生真吃下彈珠汽水糖錠所誕生的眷屬。 水藍色為蘇打口味，粉紅色為桃子口味。                                                       |
| DOUMARU                 |          | 甜甜圈              | 生真吃下甜甜圈所誕生的眷屬。                                                                                                  |
| BUSHEL                  |          | 灌木蛋糕捲          | 生真吃下聖誕樹幹蛋糕所誕生的眷屬。                                                                                            |
| CAKING                  |          | 蛋糕王              | 生真吃下與幸果一起製作的奶油蛋糕所誕生的眷屬。 能重複使用不會消耗的特別口嚼獸，但伴隨著劇烈的能量消耗。                       |
| BLIZZARDSORBEI          |          | 暴風雪酪杯          | 生真吃下冰淇淋相關的甜點所誕生的眷屬，使用後會融化。 設定上為「若大將風」的性格，一個會說話，帶有「唄（べえ）」獨特語尾的口嚼獸。 |
| FRAPPEIS                |          | 雙拼冰沙            | 生真吃下巧克力冰沙所誕生的眷屬。 整體以上部的哥哥「冰沙一郎」和下部的弟弟「冰沙二郎」組成，能說完整的人類語言。               |
| DOPPUDDING              |          | 滿溢布丁            | 尼艾爾布・史托瑪克以布丁為元素所新開發的口嚼獸。                                                                              |
| PURUJELLY               |          | Q彈果凍             | 尼艾爾布・史托瑪克以果凍為元素所新開發的口嚼獸。                                                                              |
| PURUJELLY（Shoma ver.） |          | Q彈果凍（生真ver.） | 生真吃下哈密瓜果凍所誕生的眷屬。 在GAVV奶油槍上使用後，能賦予奶油兵短暫透明化能力。                                           |
| ELEGANMACARON           |          | 優雅馬卡龍          | |
| POPBURN                 |          | 燃燒爆米花          | 生真吃下爆米花所誕生的眷屬。 假面騎士GAVV使用後能產生特殊炸裂彈。                                                             |
| CARAMELMEL              |          | 融化焦糖            | 生真吃下焦糖糖果所誕生的眷屬。 假面騎士GAVV使用後能發射顆粒狀黏著彈。                                                         |
| SENBEI                  |          | 咻餅                | 生真吃下煎餅所誕生的眷屬。 |
| COOKIE                  |          | 飛踢餅乾            | |
| AMONDCOKIKKIE           |          | 杏仁飛踢餅乾        | |
| BREACOOKIE              |          | 破碎餅乾            | 暗黑生真吃下巧克力豆餅乾所誕生的眷屬。                                                                                        |
| MARBLEBREACOOKIE        |          | 大理石破碎餅乾      | 尼艾爾布・史托瑪克以大理石餅乾為元素所新開發的口嚼獸。                                                                        |
| KUNGFURAMEN             |          | 功夫拉麵            | 生真吃下拉麵點心麵所誕生的眷屬。                                                                                              |
| MOFUPACHI               |          | 劈啪棉花糖          | |
| HAGIGORO                |          | 牡丹餅五郎          | 生真吃下牡丹餅所誕生的眷屬。                                                                                                  |
| WARUSAKU                |          | 酥脆華夫餅          | |
| CREPUNA                 |          | 可麗餅娜            | 生真吃下可麗餅所誕生的眷屬。                                                                                                  |
| HOTCAKEN                |          | 鬆餅君              | |
| DORANOSUKE              |          | 銅鑼之助            | 生真吃下銅鑼燒所誕生的眷屬。                                                                                                  |
| MITARAMOTTI             |          | Q彈御手洗           | 生真吃下御手洗糰子所誕生的眷屬。 在GAVV奶油槍上使用後，能賦予奶油兵特殊槍術。                                                 |
| MOGIMARU                |          | 抹茶丸              | |
| CHARAPAKI               |          | 角色巧克力          | |
| FISHINGUMMY             |          | 釣魚軟糖            | |
| HAPPY NEW YEAR          |          | 紅豆年糕湯          | 生真吃下紅豆年糕湯所誕生的眷屬。                                                                                              |
| CHOCOTREASURE           |          | 巧克珍藏            | 生真吃下星形奶油巧克力所誕生的眷屬。                                                                                          |
| PARTEA SCONE            |          | 茶會司康            | |
| PUDDINTE                |          | 布丁特              | 生真吃下布丁聖代所誕生的眷屬。                                                                                                |
| DUMMY：PLE              |          | 仿製：PLE           | 尼艾爾布・史托瑪克新開發的仿製口嚼獸。 具有強制使人類充滿幸福感的功能。                                                       |
| DUMMY：OPE              |          | 仿製：OPE           | 尼艾爾布・史托瑪克新開發的仿製口嚼獸。 具有強制控制人類的功能。                                                               |
| AMAZINGUMMY             |          | 驚異軟糖            | 生真在燃起不屈鬥志的狀態下，吃下軟糖所誕生的稀有口嚼獸。                                                                      |
| TERROR                  |          | 恐懼                | |
| HEXENHEIM               |          | 薑餅家              | |
| UEHOUSE                 |          | 威化屋              | |

 LEGEND RIDER GOCHIZO一覽 
| 英文名稱                    | 日文名稱 | 中文名稱              | 備註 |
| --------------------------- | -------- | --------------------- | --- |
| ICHIGO                      |          | 1號                   | 寄宿假面騎士1號之力的口嚼獸。                                                                           |
| SHIN ICHIGO                 |          | 新1號                 | 寄宿假面騎士新1號之力的口嚼獸。                                                                         |
| NIGO                        |          | 2號                   | 寄宿假面騎士2號之力的口嚼獸。                                                                           |
| V3                          |          | V3                    | 寄宿假面騎士V3之力的口嚼獸。                                                                            |
| RIDERMAN                    |          | 騎士人                | 寄宿騎士人之力的口嚼獸。                                                                                |
| X                           |          | X                     | 寄宿假面騎士X之力的口嚼獸                                                                               |
| AMAZON                      |          | 亞馬遜                | 寄宿假面騎士亞馬遜之力的口嚼獸                                                                          |
| STRONGER                    |          | 強人                  | 寄宿假面騎士強人之力的口嚼獸                                                                            |
| SKY RIDER                   |          | 天空騎士              | 寄宿天空騎士之力的口嚼獸                                                                                |
| SUPER1                      |          | SUPER1                | 寄宿假面騎士SUPER1之力的口嚼獸                                                                          |
| ZX                          |          | ZX                    | 寄宿假面騎士ZX之力的口嚼獸                                                                              |
| BLACK                       |          | BLACK                 | 寄宿假面騎士BLACK之力的口嚼獸                                                                           |
| SHADOWMOON                  |          | 影月                  | 寄宿影月之力的口嚼獸                                                                                    |
| BLACK RX                    |          | BLACK RX              | 寄宿假面騎士BLACK RX之力的口嚼獸                                                                        |
| ROBO RIDER                  |          | 機械騎士              | 寄宿機械騎士之力的口嚼獸                                                                                |
| BIO RIDER                   |          | 生化騎士              | 寄宿生化騎士之力的口嚼獸                                                                                |
| SHIN                        |          | 真                    | 寄宿假面騎士真之力的口嚼獸                                                                              |
| ZO                          |          | ZO                    | 寄宿假面騎士ZO之力的口嚼獸                                                                              |
| J                           |          | J                     | 寄宿假面騎士J之力的口嚼獸                                                                               |
| KUUGA                       |          | 空我                  | 寄宿假面騎士空我之力的口嚼獸。 該口嚼獸於前作《假面騎士GOTCHARD》最終話中由鳳櫻・輝夜・石英交付給生真。 |
| KUUGA ULTIMATE              |          | 空我 究極             | 寄宿假面騎士空我 究極型態之力的口嚼獸                                                                   |
| AGITO                       |          | 顎門                  | 寄宿假面騎士顎門之力的口嚼獸                                                                            |
| AGITO SHINING               |          | 顎門 閃耀             | 寄宿假面騎士顎門 閃耀型態之力的口嚼獸                                                                   |
| RYUKI                       |          | 龍騎                  | 寄宿假面騎士龍騎之力的口嚼獸                                                                            |
| RYUKI SURVIVE               |          | 龍騎 生存             | 寄宿假面騎士龍騎 生存型態之力的口嚼獸                                                                   |
| KNIGHT                      |          | 夜騎                  | 寄宿假面騎士夜騎之力的口嚼獸                                                                            |
| KNIGHT SURVIVE              |          | 夜騎 生存             | 寄宿假面騎士夜騎 生存型態之力的口嚼獸                                                                   |
| SCISSORS                    |          | 利刃                  | 寄宿假面騎士利刃之力的口嚼獸                                                                            |
| ZOLDA                       |          | 鐵兵                  | 寄宿假面騎士鐵兵之力的口嚼獸                                                                            |
| RAIA                        |          | 海鰩                  | 寄宿假面騎士海鰩之力的口嚼獸                                                                            |
| GAI                         |          | 堅甲                  | 寄宿假面騎士堅甲之力的口嚼獸                                                                            |
| OUJA                        |          | 王蛇                  | 寄宿假面騎士夜騎之力的口嚼獸                                                                            |
| OUJA SURVIVE                |          | 王蛇 生存             | 寄宿假面騎士王蛇 生存型態之力的口嚼獸                                                                   |
| TIGER                       |          | 白虎                  | 寄宿假面騎士白虎之力的口嚼獸                                                                            |
| IMPERER                     |          | 螺旋                  | 寄宿假面騎士螺旋之力的口嚼獸                                                                            |
| VERDE                       |          | 妖翠                  | 寄宿假面騎士妖翠之力的口嚼獸                                                                            |
| FEMME                       |          | 花夢                  | 寄宿假面騎士花夢之力的口嚼獸                                                                            |
| RYUGA                       |          | 龍牙                  | 寄宿假面騎士龍牙之力的口嚼獸                                                                            |
| ODIN                        |          | 奧丁                  | 寄宿假面騎士奧丁之力的口嚼獸                                                                            |
| FAIZ                        |          | Faiz                  | 寄宿假面騎士Faiz之力的口嚼獸                                                                            |
| FAIZ BLASTER                |          | Faiz 爆裂             | 寄宿假面騎士Faiz 爆裂型態之力的口嚼獸                                                                   |
| BLADE                       |          | 劍                    | 寄宿假面騎士劍之力的口嚼獸                                                                              |
| BLADE KING                  |          | 劍 國王               | 寄宿假面騎士劍 國王型態之力的口嚼獸                                                                     |
| HIBIKI                      |          | 響鬼                  | 寄宿假面騎士響鬼之力的口嚼獸                                                                            |
| ARMED HIBIKI                |          | 裝甲響鬼              | 寄宿假面騎士裝甲響鬼之力的口嚼獸                                                                        |
| KABUTO                      |          | Kabuto                | 寄宿假面騎士Kabuto之力的口嚼獸                                                                          |
| KABUTO HYPER                |          | Kabuto 超越           | 寄宿假面騎士Kabuto 超越型態之力的口嚼獸                                                                 |
| DEN-O                       |          | 電王                  | 寄宿假面騎士電王之力的口嚼獸                                                                            |
| DEN-O LINER                 |          | 電王 列車             | 寄宿假面騎士電王 列車型態之力的口嚼獸                                                                   |
| KIVA                        |          | Kiva                  | 寄宿假面騎士Kiva之力的口嚼獸                                                                            |
| KIVA EMPEROR                |          | Kiva 魔皇             | 寄宿假面騎士Kiva 魔皇型態之力的口嚼獸                                                                   |
| DECADE                      |          | Decade                | 寄宿假面騎士Decade之力的口嚼獸                                                                          |
| DECADE COMPLETE             |          | Decade 完全           | 寄宿假面騎士Decade 完全型態之力的口嚼獸                                                                 |
| DOUBLE                      |          | W                     | 寄宿假面騎士W之力的口嚼獸                                                                               |
| DOUBLE CYCLONE JOKER XTREME |          | W 旋風王牌極限        | 寄宿假面騎士W 旋風王牌極限之力的口嚼獸                                                                  |
|                             |          | OOO                   | 寄宿假面騎士OOO之力的口嚼獸                                                                             |
|                             |          | OOO 翼角暴聯組        | 寄宿假面騎士OOO 翼角暴聯組之力的口嚼獸                                                                  |
| FOURZE                      |          | Fourze                | 寄宿假面騎士Fourze之力的口嚼獸                                                                          |
| FOURZE COSMIC STATES        |          | Fourze 宇宙形態       | 寄宿假面騎士Fourze 宇宙形態之力的口嚼獸                                                                 |
| WIZARD                      |          | Wizard                | 寄宿假面騎士Wizard之力的口嚼獸                                                                          |
| WIZARD INFINITY STYLE       |          | Wizard 無限型式       | 寄宿假面騎士Wizard 無限型式之力的口嚼獸                                                                 |
| GAIM                        |          | 鎧武                  | 寄宿假面騎士鎧武之力的口嚼獸                                                                            |
| GAIM KIWAMI ARMS            |          | 鎧武 極鎧甲           | 寄宿假面騎士鎧武 極鎧甲之力的口嚼獸                                                                     |
| DRIVE TYPE TRIDORON         |          | Drive 賽特朗型號      | 寄宿假面騎士Drive 賽特朗型號之力的口嚼獸                                                                |
| GHOST                       |          | Ghost                 | 寄宿假面騎士Ghost之力的口嚼獸                                                                           |
| GHOST MUGEN DAMASHII        |          | Ghost 無限魂          | 寄宿假面騎士Ghost 無限魂之力的口嚼獸                                                                    |
|                             |          | EX-AID                | 寄宿假面騎士EX-AID之力的口嚼獸                                                                          |
|                             |          | EX-AID 無敵玩家       | 寄宿假面騎士EX-AID 無敵玩家之力的口嚼獸                                                                 |
| BUILD                       |          | Build                 | 寄宿假面騎士Build之力的口嚼獸                                                                           |
| BUILD GENIUS                |          | Build 天才            | 寄宿假面騎士Build 天才形態之力的口嚼獸                                                                  |
|                             |          | ZI-O                  | 寄宿假面騎士ZI-O之力的口嚼獸                                                                            |
|                             |          | GRAND ZI-O            | 寄宿假面騎士GRAND ZI-O之力的口嚼獸                                                                      |
|                             |          | ZERO-ONE              | 寄宿假面騎士ZERO-ONE之力的口嚼獸                                                                        |
|                             |          | ZERO-ONE 閃耀蝗蟲     | 寄宿假面騎士ZERO-ONE 閃耀蝗蟲之力的口嚼獸                                                               |
|                             |          | ZERO-ONE 閃耀突擊蝗蟲 | 寄宿假面騎士ZERO-ONE 閃耀突擊蝗蟲之力的口嚼獸                                                           |
|                             |          | ZERO-TWO              | 寄宿假面騎士ZERO-TWO之力的口嚼獸                                                                        |
| VULCAN                      |          | Vulcan                | 寄宿假面騎士Vulcan之力的口嚼獸                                                                          |
| VULCAN ASSAULT WOLF         |          | Vulcan 突擊野狼       | 寄宿假面騎士Vulcan 突擊野狼之力的口嚼獸                                                                 |
| VALKYRIE                    |          | Valkyrie              | 寄宿假面騎士Valkyrie之力的口嚼獸                                                                        |
| HOROBI                      |          | 滅                    | 寄宿假面騎士滅之力的口嚼獸                                                                              |
| NAKI                        |          | 亡                    | 寄宿假面騎士亡之力的口嚼獸                                                                              |
| JIN                         |          | 迅                    | 寄宿假面騎士迅之力的口嚼獸                                                                              |
| IKAZUCHI                    |          | 雷                    | 寄宿假面騎士雷之力的口嚼獸                                                                              |
| SABER                       |          | 聖刃                  | 寄宿假面騎士聖刃之力的口嚼獸                                                                            |
| XROSS SABER                 |          | 十聖刃                | 寄宿假面騎士十聖刃之力的口嚼獸                                                                          |
| BLADES                      |          | Blades                | 寄宿假面騎士Blades之力的口嚼獸                                                                          |
| REVI                        |          | REVI                  | 寄宿假面騎士REVI之力的口嚼獸                                                                            |
| ULTIMATE REVI               |          | 究極REVI              | 寄宿假面騎士究極REVI之力的口嚼獸                                                                        |
| VICE                        |          | VICE                  | 寄宿假面騎士VICE之力的口嚼獸                                                                            |
| ULTIMATE VICE               |          | 究極VICE              | 寄宿假面騎士究極VICE之力的口嚼獸                                                                        |
| LIVE                        |          | LIVE                  | 寄宿假面騎士LIVE之力的口嚼獸                                                                            |
|                             |          | GEATS                 | 寄宿假面騎士GEATS之力的口嚼獸                                                                           |
|                             |          | GEATS IX              | 寄宿假面騎士GEATS IX之力的口嚼獸                                                                        |
| TYCOON                      |          | TYCOON                | 寄宿假面騎士TYCOON之力的口嚼獸                                                                          |
| BUFFA                       |          | BUFFA                 | 寄宿假面騎士BUFFA之力的口嚼獸                                                                           |
| NA-GO                       |          | NA-GO                 | 寄宿假面騎士NA-GO之力的口嚼獸                                                                           |
| ZIIN                        |          | ZIIN                  | 寄宿假面騎士ZIIN之力的口嚼獸                                                                            |
|                             |          | GOTCHARD              | 寄宿假面騎士GOTCHARD之力的口嚼獸                                                                        |
|                             |          | 彩虹GOTCHARD          | 寄宿假面騎士彩虹GOTCHARD之力的口嚼獸                                                                    |
| MAJADE                      |          | MAJADE                | 寄宿假面騎士MAJADE之力的口嚼獸                                                                          |
|                             |          | VALVARAD              | 寄宿假面騎士VALVARAD之力的口嚼獸                                                                        |
| LEGEND                      |          | LEGEND                | 寄宿假面騎士LEGEND之力的口嚼獸                                                                          |
|                             |          | GOTCHARD DAYBREAK     | 寄宿假面騎士GOTCHARD DAYBREAK之力的口嚼獸                                                               |
|                             |          | GAVV                  | 寄宿假面騎士GAVV之力的口嚼獸                                                                            |
|                             |          | VALEN                 | 寄宿假面騎士VALEN之力的口嚼獸                                                                           |
|                             |          | VRAM                  | 寄宿假面騎士VRAM之力的口嚼獸                                                                            |
|                             |          | ZEZTZ                 | 寄宿假面騎士ZEZTZ之力的口嚼獸                                                                           |

 OTHER RIDER GOCHIZO一覽 
| 英文名稱                        | 日文名稱 | 中文名稱                     | 備註                                                                    |
| ------------------------------- | -------- | ---------------------------- | ----------------------------------------------------------------------- |
| FANTASTICS                      |          | FANTASTICS                   | 主題曲CD附贈                                                            |
| CHOCODON（TELEMAGA ver.）       |          | 巧克咚（TV雜誌ver.）         | TV雜誌附贈                                                              |
| RIDER POPPINGUMMY               |          | 假面騎士軟糖                 | 假面騎士軟糖活動抽選                                                    |
| POPPINGUMMY（CARADECO ver.）    |          | 砰擊軟糖（CARADECO ver.）    | CARADECO慶生蛋糕附贈                                                    |
| POPPINGUMMY（Merry Christmas）  |          | 聖誕快樂                     | NARIKIRI WORLD先行販售。 假面騎士商店及NARIKIRI WORLD STORE Tokyo販售。 |
| CHARAPAKI（SPECIAL SET ver.）   |          | 角色巧克力（特別組合包ver.） | 口嚼獸特別組包中的不同造型角色巧克力口嚼獸。                            |
| UMAIBO                          |          | 美味棒                       | 與美味棒合作販售商品，有9種口味。                                       |
| TIROL CHOCOLATE                 |          | TIROL巧克力                  | 與TIROL巧克力合作販售商品，有9種口味。                                  |
| POPPINGUMMY（HADO Collab ver.） |          | 砰擊軟糖（HADO合作ver.）     | 與HADO合作紀念活動的抽選禮品。                                          |
| POPPINGUMMY（SHOMA PARKA ver.） |          | 砰擊軟糖（生真連帽衣ver.）   | PREMIUM BANDAI服裝商品附屬。                                            |
| GOZYUGER                        |          | 砰擊軟糖（狼Cosplay ver.）   | 劇場版限定豪華套組預售票特典。                                          |
| CREAM PUFF                      |          | Mochipuyo                    | Loppi限定附贈原創周邊便利商店電影預售票。                               |

 SUPER SENTAI GOCHIZO一覽 
| 英文名稱    | 日文名稱 | 中文名稱 | 備註                                   |
| ----------- | -------- | -------- | -------------------------------------- |
| BOONBOOMGER |          | 奔奔者   | 寄宿奔奔者之力的口嚼獸                 |
| GOZYUGER    |          |          | 超級戰隊50周年紀念，與連動推出的商品。 |
| GOZYUGER    |          |          | 超級戰隊50周年紀念，與連動推出的商品。 |
| GOZYUGER    |          |          | 超級戰隊50周年紀念，與連動推出的商品。 |
| GOZYUGER    |          |          | 超級戰隊50周年紀念，與連動推出的商品。 |
| GOZYUGER    |          |          | 超級戰隊50周年紀念，與連動推出的商品。 |

## 本作登場怪人
有關參考：故事用語

### 特工
原文： / Agent
身高：不定
體重：不定
特色 / 能力：高智力 / 優秀戰鬥力 / 忠誠心
本作中的雜兵級怪人，為史托馬克一家的眷屬。
能以高智力完成各種任務，擅長各種武裝及戰鬥術。
另外，其身上的個人色彩展現出對將其誕生出的親代的忠誠心。
- 備註：特工的面具設計出自於武藤聖馬。

### 管家
原文： / Butler
身高：不定
體重：不定
特色 / 能力：卓越的教養 / 精湛的戰鬥技術 / 忠誠心
本作中的雜兵級怪人，為波卡・賈爾達克的眷屬。
具備優秀的教養，並擁有能迅速且靈活應對各種需求的能力。
另外，憑藉精湛的戰鬥技術與忠誠心，也能作為毫不顧及自身安危的鐵壁守護者發揮作用。
- 備註：與特工一樣，管家的面具設計出自於武藤聖馬。

### 格拉紐特（Glanewt）
| 日文名稱 | 中文名稱 | 英文名稱  | 登場話數         | 身高       | 體重       | 特色 / 能力                             | 備註 |
| -------- | -------- | --------- | ---------------- | ---------- | ---------- | --------------------------------------- | --- |
|          | 哈烏德   | HOUND     | 1                | 204.2cm    | 91.8kg     | 牙 / 爪 / 敏捷性 / 四足步行             | 具備銳利的牙齒與爪子，其優越的敏捷性更是能在四足步行型態發揮出最高速度。                                                                |
|          | 威普爾   | WHIPLE    | 2                | 208.9cm    | 107.4kg    | 觸手 / 軟體                             | 操縱來自柔軟身體的如鞭子般的八根觸手自在延伸，並將對手綑綁。                                                                            |
|          | 波恩     | BON       | 3                | 231.3cm    | 118.7kg    | 棘刺 / 打擊力 / 適應力                  | 全身長出的銳利棘刺具有發射後引爆的特性，且新的棘刺會瞬間再生。 前臂會對強力外敵的攻擊作出反應，變得更加堅硬且巨大來適應環境。           |
|          | 歐塔凱   | OTAKE     | 5 - 6            | 199.6cm    | 87.5kg     | 迴轉力 / 黏液 / 引爆性因子              | 高速迴轉發動的踢擊，可以將一切事物踢散，並利用覆蓋全身的黏液化解所有攻擊。 此外，還能擴散引爆性因子。                                   |
|          | 丁恩     | DEAN      | 7 - 8            | 197.7cm    | 91.8kg     | 釋放泡狀物質 / 遠程操控射出物和擬態形成 | 可從手掌上的孔洞釋放出泡狀物質或射出物。 射出物是經由尼艾爾布再改造後賦予的能力，擅長進行有組織的集團行動，並透過群體化形成擬態。       |
|          | 雅德     | YARD      | 9 - 10           | 203.2cm ～ | 122.7kg ～ | 突刺攻擊 / 防禦力 / 巨大化 / 物質收納   | 擅長使用鋒利的前臂進行刺突攻擊，背部則擁有非常出色的防禦力。 巨大化並變為四足步行後，能將建築物等各種物體收納於堅固的背部內。           |
|          | 厄爾利   | EARLY     | 11 - 12          | 209.8cm    | 113.6kg    | 突進 / 大顎 / 火球                      | 擅長以誇示的堅固肉體進行突進。 強大的大顎能將捕捉到的獵物徹底粉碎，並釋放火球給予致命一擊。                                             |
|          | 羅喬     | ROJOE     | 13、15 - 16      | 201.4cm    | 103.9kg    | 裝甲 / 逃跑 / 橫向行走 / 泡沫           | 上半身覆蓋著超硬質又厚重的外殼，具有極高的防禦力，但動作卻非常敏捷。因此，生存能力極強。 此外，還擁有生成特殊泡沫和橫向行走等多種技能。 |
|          | 拉格9    | LAGE NINE | 12 - 13、15 - 19 | 193.9cm    | 79.9kg     | 觸手 / 毒                               | 擁有能短暫提升幸福感的特殊毒素，並能透過無數根觸手同時注入多個目標體內。                                                                |
|          | 喬爾     | CHOOUL    | 17 - 18          | 199.6cm    | 73.7kg     | 飛行能力 / 羽毛 / 旋風                  | 以雙臂上的翅膀使用飛行能力，並能射出蘊含能量的羽毛。 並且能操控風來製造出旋風。                                                         |
|          | 斯米爾   | SMEEAL    | 24               | 199.4cm    | 98.6kg     | 特殊體液                                | 能釋放可封鎖目標行動的特殊體液。 |
|          | 魯・彼特 | LE BEET   | 25 - 26          | 219.5cm    | 106.3kg    | 角 / 怪力 / 體表                        | 頭頂獨特的角，擁有能將任何對象擊倒的驚人的怪力。 此外，憑藉光滑而堅硬的體表，能夠彈開對手的攻擊。                                       |
|          | 歐奇爾   | OCHIRU    | 29 - 30          | 204.5cm    | 94.8kg     | 敏捷性 / 投擲                           | 擅長運用敏捷性進行立體行動來戲弄對手。 此外，也能活用長臂進行投擲攻擊。                                                                 |
|          | 梨帕     | RIPPER    | 31 - 32          | 196.8cm    | 83.1kg     | 特殊黏液 / 鐮刀狀刀刃 / 旋風            | 能吐出特殊的黏液來束縛目標，並以雙手的鐮刀狀刀刃進行斬擊。 此外，也能透過斬擊產生旋風。                                                 |
|          | 瑪根     | MAGEN     | 33 - 34          | 194.0cm    | 92.1kg     | 伸縮自在的尖刺 / 怪力                   | |
|          | 拉戈     | LAGO      | 37 - 38          | 202.1cm    | 86.9kg     | 強健的身體 / 敏捷性                     | 聽命於史托馬克社，過去曾綁走辛木田絆斗的母親的兇手。 特徵為擁有強健的身體和敏捷性。                                                     |
|          | 特索     | TE SOU    | 45               | 203.6cm    | 104.5kg    | 裝甲 / 橫向行走                         | 以超高硬度且厚重的外殼，以及自身卓越的敏捷性發揮到極致的迅速橫向移動來迷惑對手。                                                        |
|          | 楊格     | YOUNG     | 超戰鬥DVD        | cm         | kg         | 觸手 / 水彈                             | |
|          | 瑞比特   | RABBIT    | 舞台劇           | cm         | kg         | 敏捷性 / 紅茶                           | |

### 史托瑪克一家
希塔・史托瑪克
原文： / SIITA STOMACH
身高：195.0cm
體重：58.3kg
特色 / 能力：敏捷性 / 短銃 / 連攜攻撃
（替身演員：五十嵐睦美、CV：川崎帆帆花）
與雙胞胎吉普總是形影不離，彼此相輔相成。
在戰鬥中，擅長利用敏捷性使用短銃攻擊。
此外，與吉普連攜攻擊能展現出極高的同步率，不給目標任何反擊的機會。
吉普・史托瑪克
原文： / JIIP STOMACH
身高：196.1cm
體重：58.5kg
特色 / 能力：敏捷性 / 雙短劍 / 連攜攻撃
（替身演員：酒井和真、CV：古賀瑠）
與雙胞胎希塔總是形影不離，彼此相輔相成。
在戰鬥中，擅長利用敏捷性使用雙短劍攻擊。
此外，與希塔連攜攻擊能展現出極高的同步率，不給目標任何反擊的機會。
葛羅塔・史托瑪克
原文： / GLOTTA STOMACH
身高：223.9cm
體重：76.8kg
特色 / 能力：大鐮 / 衝擊的吸收與釋放
（替身演員：宇佐見紗風、CV：千歲町）
喜愛戰鬥，憑藉出色的身體能力靈活操控巨大的鐮刀，輕鬆壓制對手。
受到攻擊時，能透過體表的突起狀器官吸收衝擊，避免受到重大傷害。
能將多次吸收的衝擊集中後，再朝向目標一口氣釋放，無需消耗能量即可展現出驚人的破壞力。
蘭戈・史托瑪克
原文： / LANGO STOMACH
身高：205.8cm
體重：82.3kg
特色 / 能力：大劍 / 絕對防禦 / 火球
（替身演員：橫山一敏、CV：塚本高史）
擅長用自身卓越的格鬥天賦來使用大劍攻擊，並能將自己產生的能量纏繞於劍身上，自由改變斬擊的範圍。
此外，還能自動展開護盾進行絕對防禦，並且從腹部的GAVV發射出純粹破壞能量凝聚而成的火球。
尼艾爾布・史托瑪克
原文： / NYELV STOMACH
身高：207.cm
體重：80.8kg
特色 / 能力：毒 / 弓
（替身演員：中田裕士、CV：瀧澤諒）
能瞬間釋放體內產生的特殊毒液，在四周產生毒沼來攻擊目標。
雖然在體術和戰鬥力方面略遜一籌，但運用遠超彌補的豐富知識，以及使用弓箭精準且穿透力極高的中遠距離射擊攻擊為特長。
弓箭能切換成雙劍模式進行近距離戰鬥。

### 賈爾達克一家
波卡・賈爾達克
原文： / BOCCA JALDAK
身高：211.8cm
體重：148.1kg
特色 / 能力：智謀 / 振動操作 / 強靭肉體 / 能量波
（替身演員：高田將司、CV：安元洋貴）
以精明幹練而上位總統的格拉紐特。
足智多謀的他會利用時局擊退政敵。
擁有在格拉紐特之中突出的強靭肉體，能從雙臂釋放高輸出能量波，以及利用大氣進行振動操作，展現出壓倒性的攻擊力。

## 製作人員
- 原作：石之森章太郎
- 劇本：香村純子 等
- 導演：杉原輝昭、柴崎貴行、諸田敏、上堀內佳壽也 等
- 動作導演：藤田慧（JAE）
- 特攝導演：佛田洋（特攝研究所）
- 音樂：坂部剛
- 總製作人：大川武宏（朝日電視台）
- 製作人：芝高啓介（朝日電視台）、武部直美（東映）、瀧島南美（東映）
- 製作：朝日電視台、東映、旭通DK

## 播放列表
以下時間以當地時間（日本時間）為準。
| 日本       | 話數 | 日文標題 | 中文標題                | 登場敵役                                         | 編劇                        | 導演         |
| ---------- | ---- | -------- | ----------------------- | ------------------------------------------------ | --------------------------- | ------------ |
| 2024/09/01 | 1    |          | 糖果的假面騎士！？      | - 哈烏德                                         | 香村純子                    | 杉原輝昭     |
| 2024/09/08 | 2    |          | 幸福脆脆洋芋片          | - 威普爾                                         | 香村純子                    | 杉原輝昭     |
| 2024/09/15 | 3    |          | 蘇打拳擊是罪惡的味道    | - 波恩                                           | 香村純子                    | 柴崎貴行     |
| 2024/09/22 | 4    |          | 再來一個棉花糖！        | -                                                | 香村純子                    | 柴崎貴行     |
| 2024/09/29 | 5    |          | 回憶是火辣              | - 歐塔凱                                         | 香村純子                    | 諸田敏       |
| 2024/10/06 | 6    |          | 變身是苦澀巧克力        | - 歐塔凱                                         | 香村純子                    | 諸田敏       |
| 2024/10/13 | 7    |          | 假面之下是怎樣的味道    | - 丁恩                                           | 香村純子                    | 杉原輝昭     |
| 2024/10/20 | 8    |          | 雙重 巧克力             | - 丁恩                                           | 香村純子                    | 杉原輝昭     |
| 2024/10/27 | 9    |          | TRICK OR DANCE！        | - 雅德                                           | 金子香緒里                  | 柴崎貴行     |
| 2024/11/10 | 10   |          | 特大份！糖果砲！        | - 雅德                                           | 金子香緒里                  | 柴崎貴行     |
| 2024/11/17 | 11   |          | 甜言蜜語要小心！        | - 厄爾利                                         | 香村純子                    | 上堀內佳壽也 |
| 2024/11/24 | 12   |          | 甜甜圈連結羈絆          | - 厄爾利 - 拉格9                                 | 香村純子                    | 上堀內佳壽也 |
| 2024/12/01 | 13   |          | 約定的手工蛋糕          | - 羅喬 - 拉格9 - 希塔・史托瑪克 - 吉普・史托瑪克 | 香村純子                    | 杉原輝昭     |
| 2024/12/08 | 14   |          | 奇跡的覺醒！蛋糕王      | - 希塔・史托瑪克 - 吉普・史托瑪克                | 香村純子                    | 杉原輝昭     |
| 2024/12/15 | 15   |          | 逃脫的格拉紐特！        | - 羅喬 - 拉格9                                   | 毛利亘宏 （監修：香村純子） | 諸田敏       |
| 2024/12/22 | 16   |          | 聖誕節的贈禮            | - 羅喬 - 拉格9                                   | 毛利亘宏 （監修：香村純子） | 諸田敏       |
| 2025/01/05 | 17   |          | 焦糖觸手是幸福的味道    | - 喬爾 - 拉格9                                   | 金子香緒里 香村純子         | 柴崎貴行     |
| 2025/01/12 | 18   |          | 激強！布丁保鏢          | - 喬爾 - 拉格9                                   | 金子香緒里 香村純子         | 柴崎貴行     |
| 2025/01/19 | 19   |          | 布丁微苦的隱藏風味      | - 拉格9                                          | 香村純子                    | 杉原輝昭     |
| 2025/01/26 | 20   |          | 突入！黑暗點心工廠！    | - 葛羅塔・史托瑪克                               | 香村純子                    | 杉原輝昭     |
| 2025/02/02 | 21   |          | 過於苦澀的GAVV          | - 假面騎士BITTER GAVV                            | 香村純子                    | 田﨑龍太     |
| 2025/02/09 | 22   |          | 真相既甜又苦            | - 假面騎士BITTER GAVV                            | 香村純子                    | 田﨑龍太     |
| 2025/02/16 | 23   |          | 破碎的甜點              | - 假面騎士BITTER GAVV                            | 香村純子                    | 諸田敏       |
| 2025/02/23 | 24   |          | 復活的一匙冰淇淋        | - 斯米爾 - 假面騎士BITTER GAVV                   | 香村純子                    | 諸田敏       |
| 2025/03/02 | 25   |          | 虛假的幸福 甜蜜的味道   | - 魯・彼特 - 假面騎士BITTER GAVV                 | 毛利亘宏 （監修：香村純子） | 柴崎貴行     |
| 2025/03/09 | 26   |          | 憤怒的瘋狂布丁          | - 魯・彼特                                       | 毛利亘宏 （監修：香村純子） | 柴崎貴行     |
| 2025/03/23 | 27   |          | 酸甜皆至烤焦的程度      | - 假面騎士BITTER GAVV - 假面騎士BAKE             | 香村純子                    | 杉原輝昭     |
| 2025/03/30 | 28   |          | 羈絆的巧克力冰沙！      | - 假面騎士BITTER GAVV - 假面騎士BAKE             | 香村純子                    | 杉原輝昭     |
| 2025/04/06 | 29   |          | 吉普的閃電結婚！        | - 歐奇爾                                         | 香村純子                    | 諸田敏       |
| 2025/04/13 | 30   |          | 最兇惡的總統千金        | - 歐奇爾                                         | 香村純子                    | 諸田敏       |
| 2025/04/20 | 31   |          | 辛苦的婚姻              | - 梨帕                                           | 內田裕基                    | 上堀内佳壽也 |
| 2025/04/27 | 32   |          | 真心話CUP ON！          | - 梨帕                                           | 內田裕基                    | 上堀内佳壽也 |
| 2025/05/04 | 33   |          | 一擊必殺！！OVER GAVV！ | - 瑪根                                           | 香村純子                    | 柴﨑貴行     |
| 2025/05/11 | 34   |          | 100隻口嚼獸大作戰！     | - 瑪根                                           | 香村純子                    | 柴﨑貴行     |
| 2025/05/18 | 35   |          | 零甜度！鐵壁的蘭戈      | - 蘭戈・史托瑪克                                 | 香村純子                    | 杉原輝昭     |
| 2025/05/25 | 36   |          | 逆轉！覺醒！MASTER GAVV | - 蘭戈・史托瑪克                                 | 香村純子                    | 杉原輝昭     |
| 2025/06/01 | 37   |          | 從未忘記                | - 拉戈 - 吉普・史托瑪克                          | 毛利亘宏 （監修：香村純子） | 諸田敏       |
| 2025/06/08 | 38   |          | 憎恨的盡頭              | - 拉戈 - 假面騎士BITTER GAVV                     | 毛利亘宏 （監修：香村純子） | 諸田敏       |
| 2025/06/15 | 39   |          | 明明追尋著              | - 葛羅塔・史托瑪克                               | 香村純子                    | 中澤祥次郎   |
| 2025/06/22 | 40   |          | 追憶的聖代              | - 葛羅塔・史托瑪克                               | 香村純子                    | 中澤祥次郎   |
| 2025/06/29 | 41   |          | 逐漸逼近的眼鏡          | - 假面騎士BITTER GAVV                            | 香村純子                    | 柴﨑貴行     |
| 2025/07/06 | 42   |          | 思緒破裂的盡頭          | - 假面騎士BITTER GAVV - 尼艾爾布・史托瑪克       | 香村純子                    | 柴﨑貴行     |
| 2025/07/13 | 43   |          | 人類世界是什麼味道？    | -                                                | 毛利亘宏                    | 諸田敏       |
| 2025/07/20 | 44   |          | 光彩奪目絕無僅有的瞬間  | - 尼艾爾布・史托瑪克                             | 八手三郎                    | 杉原輝昭     |
| 2025/07/27 | 45   |          | 不會再讓任何人奪走      | - 特索                                           | 香村純子                    | 杉原輝昭     |
| 2025/08/03 | 46   |          | 決意的生真              | - 鴨子格拉紐特                                   | 香村純子                    | 杉原輝昭     |
| 2025/08/10 | 47   |          | 幸福的反烏托邦          | - 尼艾爾布・史托瑪克                             | 香村純子                    | 中澤祥次郎   |
| 2025/08/17 | 48   |          | 燃燒的驚異軟糖          | - 假面騎士BITTER GAVV - 波卡・賈爾達克           | 香村純子                    | 中澤祥次郎   |

## 樂曲

### 主題曲
「Got Boost？」
- 演唱：FANTASTICS from EXILE TRIBE
- 作詞：藤林聖子
- 作曲：SKY BEATZ / FAST LANE

### 插曲
「Build up（Instrumental）」（9）
- 作曲、編曲：佐藤希久生
- 編舞：Nanako

「愛して」（13 - 16）
- 演唱、作詞：岸洋佑
- 作曲、編曲：岸洋佑、山岸龍之介

「吹替版」（35、36）
- 演唱、編曲：Crab 蟹 Club
- 作詞、作曲：KumoHana

「Shake it off」（40、46）
- 演唱：FANTASTICS from EXILE TRIBE
- 作詞：藤林聖子
- 作曲、編曲：SKY BEATZ

### 劇中使用曲
「Home town」（20）
- 演唱、作詞、作曲、編曲：TEEDA

### 角色曲
「HAPPY NOTE」（44）
- 演唱：知念英和
- 作詞：藤林聖子
- 作曲：坂部剛
- 編曲：tatsuo

「Truth Hunter」
- 演唱：日野友輔
- 作詞：藤林聖子
- 作曲：坂部剛
- 編曲：tatsuo

「Happy Parade」
- 演唱：宮部希
- 作詞：溝口貴紀
- 作曲、編曲：酒井陽一

「被験体の進化における考察」
- 演唱：淺沼晉太郎
- 作詞：瀧尾沙
- 作曲、編曲：tatsuo

「A ray of light」
- 演唱：莊司浩平
- 作詞：藤林聖子
- 作曲、編曲：坂部剛

「ロストシンメトリー」
- 演唱：川崎帆帆花、古賀瑠、鎌田英怜奈
- 作詞：瀧尾沙
- 作曲、編曲：Ryo

「The Formula」
- 演唱：瀧澤諒
- 作詞：瀧尾沙
- 作曲、編曲：tatsuo

「One More Bite」
- 演唱：千歲町
- 作詞：瀧尾沙
- 作曲、編曲：tatsuo

## 其他相關媒體

### 劇場版
- 《假面騎士GOTCHARD The Future Daybreak》（2024年7月26日上映）[註 54]
- 《假面騎士GAVV 糖果屋的侵略者》（2025年7月25日上映）[56]

### 電視劇
- 《假面騎士GOTCHARD》 最終話（第50話），生真・史托瑪克 / 假面騎士GAVV登場。

### 網路電影
- 《假面騎士 令和的豪華運動會》


假面騎士GAVV登場。
- 《假面騎士GAVV【變身講座】》


2024年9月1日於YouTube萬代公式頻道發布的變身講解動畫。
- 《【假面騎士GAVV變身講座②】假面騎士VALEN篇》


2024年12月8日於YouTube萬代公式頻道發布的變身講解動畫。
- 《START UP！！假面騎士VRAM》


2025年1月19日於TTFC發布，關於「拉奇亞・阿瑪加」這位角色、塑造幕後花絮，以及皮套演員「永德」的獨家採訪。
- 《【假面騎士GAVV變身講座③】假面騎士VRAM篇》


2025年1月26日於YouTube萬代公式頻道發布的變身講解動畫。

### 外傳
- 《葛羅塔的情人節》 
 《葛羅塔的情人節2 白色情人節回禮大作戰》

（原題：
　　　　）
於TTFC上配信的廣播劇作品，由飾演葛羅塔的千歲町擔任編劇，第一彈於2025年2月16日配信，第二彈於3月9日配信。
內容為史托瑪克一家在情人節與白色情人節時所發生的故事。
- 《假面騎士GAVV GRADUATIONS 奇怪的學校生活》 
 《假面騎士GAVV GRADUATIONS 奇怪的學校生活2》

（原題：
　　　　）
於TTFC上配信的短劇作品，第一彈於2025年3月16日配信，第二彈於4月13日配信。
- 備註：此企劃因正逢日本畢業季的關係，而與已上映的《假面騎士GOTCHARD GRADUATIONS》無關。

- 《SWEET NIGHTMARE GAME ～奇怪的點心遊戲大會～》 
 《SWEET NIGHTMARE GAME ～奇怪的點心遊戲大會～PART2》


　　　　）
『假面騎士GAVV Blu-ray COLLECTION』中收錄的影像特典衍生劇。
PART1收錄於2025年4月9日發售的COLLECTION1，PART2收錄於2025年8月6日發售的COLLECTION2。
- 《SWEET NIGHTMARE GAME ～奇怪的糖果工廠訪問～》


『假面騎士GAVV Blu-ray COLLECTION3』中收錄的影像特典。
- 《假面騎士MAJADE with Girls Remix》


甘根幸果登場。

### 超戰鬥DVD
- 《點心般的美食 Woo！我的海帶麵！》


月刊雜誌《てれびくん》2025年4、5月號付錄的特別篇DVD。

### 短篇動畫
- 《GAVV動畫！Sweety Days ～奇怪的點心日常～》


TTFC於3月2日開始配信的短篇動畫。
| 日期       | 話數 | 日文標題 | 中文標題                                |
| 2025/03/02 | 1    |          | 美味的女兒節！？                        |
| 2025/04/27 | 2    |          | 是葛羅塔 還是 不是葛羅塔 這就是問題所在 |
| 2025/06/22 | 3    |          | 尼艾爾布的發明品                        |
| 2025/07/27 | 4    |          | 奇怪的快樂調色                          |

## 超級英雄時間相關條目
- 2024秋（第27-48集）
- 2025春（第1集-）

## 海外播放

### 中國大陸
中國大陸由上海新創華文化發展有限公司授權引進，自2024年10月13日開始於哔哩哔哩、騰訊視頻、爱奇艺等平台播放。本作是因應東映擴展海外市場及相關因素等疊加考慮，配合中國大陸審核政策提前拍攝的第一部假面騎士系列作品，也是即先審後播制度實施以來首部於中國大陸同步播放的假面騎士系列作品。

### 香港及澳門
香港及澳門由羚邦集团代理通过Ani-One中文官方頻道YouTube频道首播，羚邦集团將本作譯名為《幪面超人加芙》，於2024年12月7日至2025年期間逢星期六上午11時分集上架日語版。此作是首次通过代理商自身管道上架的《幪面超人系列》作品，亦是首部緊貼日本播出进度在港澳地區播放的《幪面超人系列》作品。

### 台灣
台灣由木棉花國際代理，2024年12月20日起於中華電信MOD和Hami Video上架，每週五深夜12時發佈兩集，2025年1月31日起改為每週發佈一集。2024年12月23日起於LiTV 線上影視上架，每週六中午12時發佈兩集。2025年1月24日起於KKTV及巴哈姆特動畫瘋等平台上架。